# Jean Pradel
 (juin 2020).
Si vous disposez d'ouvrages ou d'articles de référence ou si vous connaissez des sites web de qualité traitant du thème abordé ici, merci de compléter l'article en donnant les références utiles à sa vérifiabilité et en les liant à la section « Notes et références ».
Pour les articles homonymes, voir Pradel.
Jean Pradel, né le 29 octobre 1933 à Châtellerault (Vienne) et mort le 7 juillet 2021 à Poitiers,,, est un professeur français de droit, spécialiste du droit pénal.

## Biographie
Jean Pradel suit des études à la Faculté de droit de Poitiers de 1951 à 1957 où il est lauréat à quatre reprises (deux fois en droit civil, une fois en droit pénal, une fois en droit commercial). Il devient ensuite avocat stagiaire à la cour d'appel de Poitiers, puis passe le concours d’accès à l'École nationale de la magistrature en 1957. Il est brièvement juge suppléant auprès du tribunal de grande instance de Brest puis part au service militaire, essentiellement en Algérie (de mars 1958 à juillet 1960). Il est ensuite jusqu'en 1962 substitut du procureur de la République près le tribunal de grande instance de Brest, et procureur militaire à Nemours (Algérie). Il est ensuite de nouveau substitut du Procureur à Brest, puis juge d’instruction à Bressuire et à Poitiers jusqu'en 1969. 
D'abord chargé d’enseignement à la Faculté de droit de Poitiers, il part comme maître de conférences agrégé à la Faculté de droit de Tunis en 1970 puis revient comme professeur à la Faculté de droit de Poitiers en 1972 et est à partir de 2003 professeur émérite de l'université de Poitiers.
Il est directeur de l’Institut d’études judiciaires de la Faculté de droit de Poitiers, puis de l’Institut de sciences criminelles de cette même faculté, et responsable du DEA de sciences criminelles de la Faculté de droit de Poitiers. 
Il est membre du Conseil national des universités de 1984 à 1997. 
À partir de 2000, il est professeur de procédure pénale et de droit pénal européen à l’Institut catholique de Vendée (ICES) de La Roche-sur-Yon (Vendée).

## Pour approfondir